# De fire friheder
|  | For de fire europæiske friheder se Fire friheder |
De fire friheder er globale målsætninger formuleret af Franklin D. Roosevelt i sin tale om nationens tilstand den 6. januar 1941. De fire friheder blev defineret som tale- og ytringsfrihed, trosfrihed, frihed for afsavn og frihed for frygt. Den sidstnævnte skulle skabes via en global nedrustning som skulle gøre det umuligt for en enkelt stat at optræde aggressivt. De fire friheder indgik i vid udstrækning i Atlanterhavsdeklarationen og kom derfor også til udtryk i FN's charter.

## Roosevelts tale
- Afspil: Four Freedoms speech